# 莫坝乡 (理塘县)
莫坝乡，是中华人民共和国四川省甘孜藏族自治州理塘县下辖的一个乡镇级行政单位。

## 行政区划
莫坝乡下辖以下地区：
上莫坝村、下莫坝村、理坝村和中莫坝村。